# Bedeng Dua
Bedeng Dua is een bestuurslaag in het regentschap Kerinci van de provincie Jambi, Indonesië. Bedeng Dua telt 1388 inwoners (volkstelling 2010).